# Полилогизм
Полилоги́зм — мнение, что различные группы людей мыслят существенно по-разному, руководствуясь различными правилами логики, в зависимости от социального положения, пола, этнического происхождения, расы.
Термин был предложен Людвигом фон Мизесом в работе «Человеческая деятельность: трактат по экономической теории» (1949). Мизес, в частности, критиковал марксистский и расистский полилогизм. Позже со схожей критикой термин использовали Хайек и Айн Рэнд, и их сторонники.